# Landtagswahl in Tirol 2022
- SPÖ: 7
- GRÜNE: 3
- FRITZ: 3
- NEOS: 2
- ÖVP: 14
- FPÖ: 7

- Regierung: 21
- Opposition: 15

Die Landtagswahl in Tirol 2022 fand nach dem angekündigten Rückzug von Landeshauptmann Günther Platter vorgezogen am 25. September 2022 statt. Die ÖVP benannte, nachdem der seit 2008 amtierende Landeshauptmann Günther Platter nicht mehr angetreten war, den Wirtschaftslandesrat Anton Mattle als Spitzenkandidaten. Dieser fuhr zwar mit 34,7 % das schlechteste Ergebnis der Geschichte ein, konnte den ersten Platz aber klar halten und damit den Landeshauptmann-Anspruch behaupten. Die FPÖ konnte mit Zugewinnen auf knapp 19 % zulegen und somit das zweitbeste Ergebnis ihrer Geschichte erreichen und das erste Mal auf Platz zwei vorrücken, wodurch die quasi stagnierende SPÖ mit 17,5 % auf Platz drei zurückfiel. Bei den Kleinparteien konnte sich die Liste Fritz fast verdoppeln und überholte mit ihren knapp 10 % die Grünen, die mit einem Minus von 1,5 % auf 9,2 % und somit Platz fünf zurückfielen. Die NEOS legten leicht auf 6,3 % zu, alle anderen Parteien scheiterten deutlich am Einzug in den Landtag. Die Wahlbeteiligung steigerte sich nach dem historischen Tief bei der letzten Landtagswahl auf 65 %, was einem Zuwachs um fünf Prozentpunkte entsprach.
Die vor der Wahl veröffentlichten Umfragen wichen zum größten Teil deutlich vom tatsächlichen Ergebnis ab. Vor allem schnitt die ÖVP mit ihren knapp 35 % deutlich besser ab als erwartet, da ihr die meisten Umfragen, die in den Wochen und Monaten vor der Wahl durchgeführt wurden, ein teils deutliches Unterschreiten der Grenze von 30 % prognostizierten.

## Ausgangslage
Bei der Landtagswahl in Tirol 2018 wurde die ÖVP mit leichtem Stimmenzuwachs stärkste Partei, wobei sie mit 44,3 % seit 2008 zum dritten Mal in der Geschichte die absolute Mandatsmehrheit in Tirol verpasste. Auch die SPÖ verzeichnete leichte Gewinne und kam auf 17,3 %. Die FPÖ konnte auf 15,5 % zulegen und kam auf den dritten Platz. Die Grünen verloren leicht an Stimmen und belegten mit 10,7 % den vierten Platz. Die Liste Fritz Dinkhauser und die NEOS schafften den Sprung über die 5-Prozent-Hürde knapp mit 5,5 % bzw. 5,2 %. Für die Partei impuls-tirol, deren Vorgängerin Vorwärts Tirol es 2013 mit 9,5 % auf Anhieb in den Landtag geschafft hatte, reichte es mit 0,5 % nicht wieder für den Einzug. Andere Parteien spielten keine Rolle.
Daraufhin wurde die Koalition aus ÖVP und Grünen fortgesetzt. Am 28. März 2018 wurde die Landesregierung unter Führung von Landeshauptmann Günther Platter (ÖVP) angelobt (Landesregierung Platter III).
Im Zuge des am 13. Juni 2022 angekündigten Rückzugs des Landeshauptmannes Günther Platter gaben ÖVP und Grüne ihre Einigung auf den 25. September 2022 als vorgezogenen Wahltermin bekannt. Dafür war eine vorzeitige Auflösung des Tiroler Landtags notwendig. Sie wurde in einer Sondersitzung des Landtags am 24. Juni 2022 beschlossen.

## Wahlrecht und Statistik
Wahlberechtigt sind österreichische Staatsbürger, die spätestens am Wahltag 16 Jahre alt sind bzw. mit Stichtag 28. Juni ihren Hauptwohnsitz in Tirol hatten und nicht wegen einer gerichtlichen Verurteilung vom Wahlrecht ausgeschlossen sind.
Wahlberechtigt sind auch „Auslandstiroler“ (österr. Staatsbürger die am Wahltag älter als 16 sind, vor der Verlegung ihres Hauptwohnsitzes in das Ausland ihren Hauptwohnsitz in Tirol hatten, vom Wahlrecht nicht ausgeschlossen sind und in die Wählerevidenz für Wahlberechtigte im Ausland eingetragen sind.)
Dies setzt einen entsprechenden Antrag an jene Gemeinde voraus, in der der letzte Hauptwohnsitz in Tirol bestanden hat. Auslandstiroler, die im Ausland wählen, benötigen für die Stimmabgabe – da nur die Briefwahl möglich ist – immer eine Wahlkarte. Diese muss grundsätzlich bei der Gemeinde, in deren Wählerevidenz sie eingetragen sind, beantragt werden.
Insgesamt waren 535.112 Personen wahlberechtigt und damit geringfügig weniger als 2018 (537.273).
71.945 Wahlkarten wurden ausgestellt – mehr als doppelt so viele wie 2018 (32.980) – aber etwas weniger als bei der Nationalratswahl 2019 mit 81.829 Karten.
Für Landtagswahlen in Tirol gilt eine 5 %-Hürde.

## Kandidierende Parteien
- MATTLE – Anton Mattle Tiroler Volkspartei (landesweit)
- SPÖ – Sozialdemokratische Partei Österreichs – Tirol (landesweit)
- FPÖ – Freiheitliche Partei Österreichs – die Tiroler Freiheitlichen (landesweit)
- GRÜNE – Die Grünen – Die Grüne Alternative Tirol (landesweit)
- FRITZ – Liste Fritz – Bürgerforum Tirol (landesweit)
- NEOS – Neos (landesweit)
- MFG – MFG Österreich – Menschen Freiheit Grundrechte (landesweit)
- KPÖ – Kommunistische Partei Österreichs (KPÖ) (nur in den Wahlkreisen Innsbruck und Innsbruck-Land)
- MACH MIT – mach mit – Die Liste für alle anderen (nur im Wahlkreis Innsbruck-Land)[8][9]

## Spitzenkandidaten
Nach der Ankündigung seines Rückzugs aus der Politik präsentierte Landeshauptmann Platter den Wirtschaftslandesrat und früheren Bürgermeister von Galtür Anton Mattle als Wunschkandidaten für die Nachfolge an der Spitze der Tiroler Volkspartei. Mattle wurde vom Parteivorstand am 13. Juni 2022 einstimmig gewählt.
Die SPÖ wählte Georg Dornauer im Mai 2022 zum Spitzenkandidaten, zu den Spitzenkandidaten der Grünen wurden im Juni 2022 Gebi Mair und Petra Wohlfahrtstätter gewählt. Letztlich stand Gebi Mair auf Platz 1 der Landesliste. Die FPÖ wählte Markus Abwerzger bereits im April 2022 zu ihrem Spitzenkandidaten. Bei den NEOS wurde Dominik Oberhofer Anfang Juli 2022 zum Spitzenkandidaten gewählt. Liste-Fritz-Spitzenkandidatin blieb nach 2013 und 2018 Andrea Haselwanter-Schneider. Die KPÖ Tirol wählte im Juni 2022 die 33-jährige Pia Tomedi zu ihrer Spitzenkandidatin.

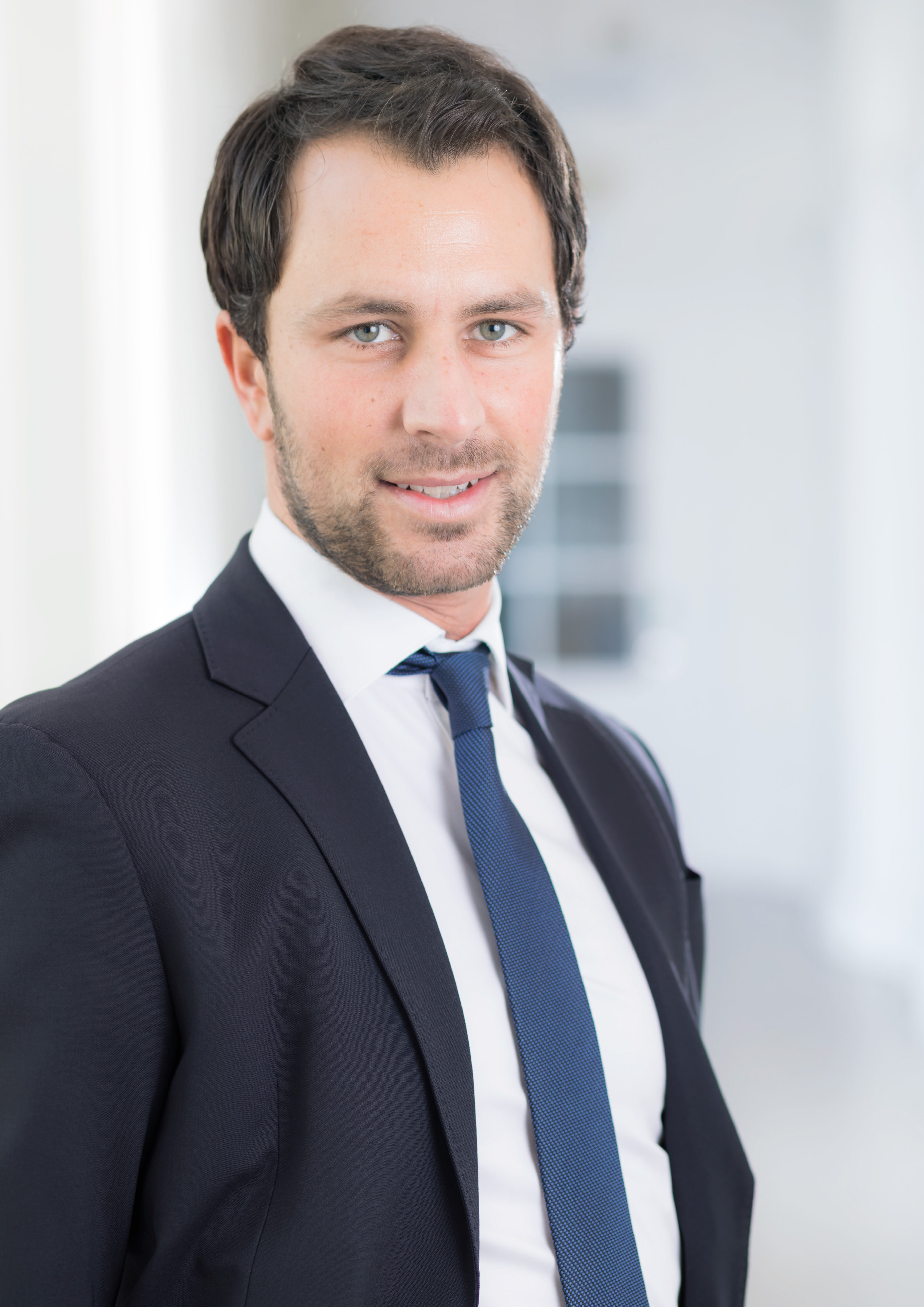
Georg Dornauer (SPÖ)
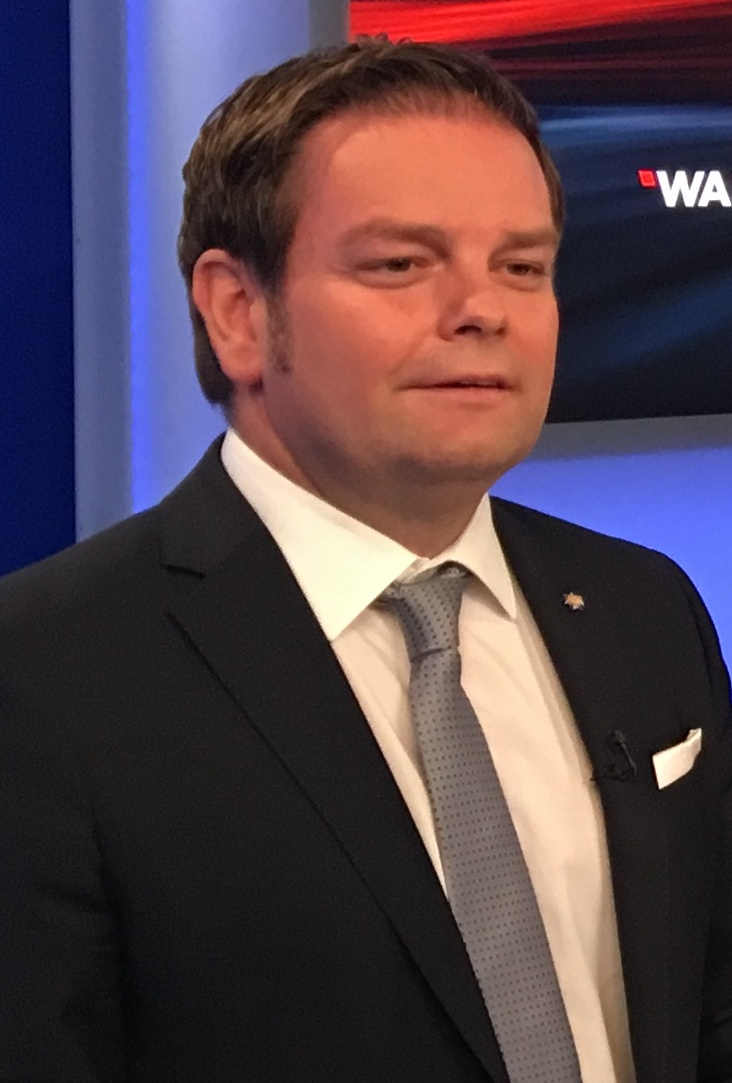
Markus Abwerzger (FPÖ)
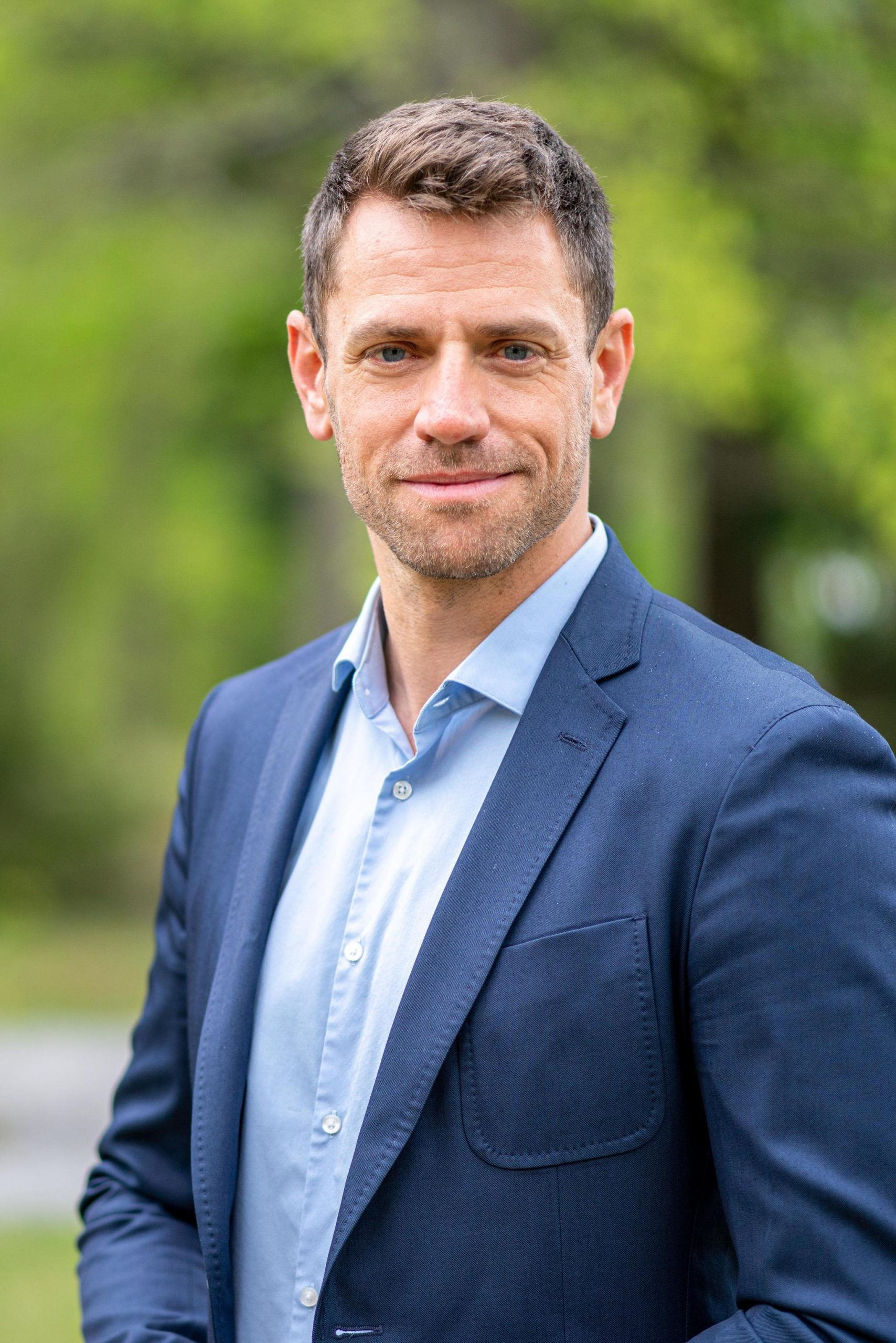
Gebi Mair (Grüne)
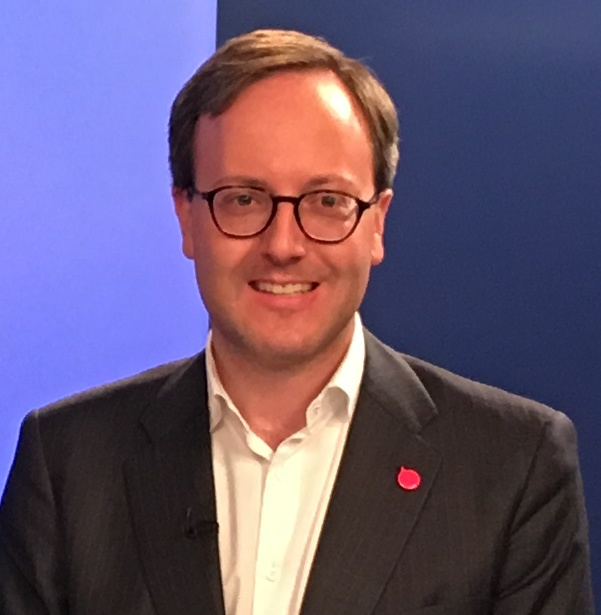
Dominik Oberhofer (NEOS)
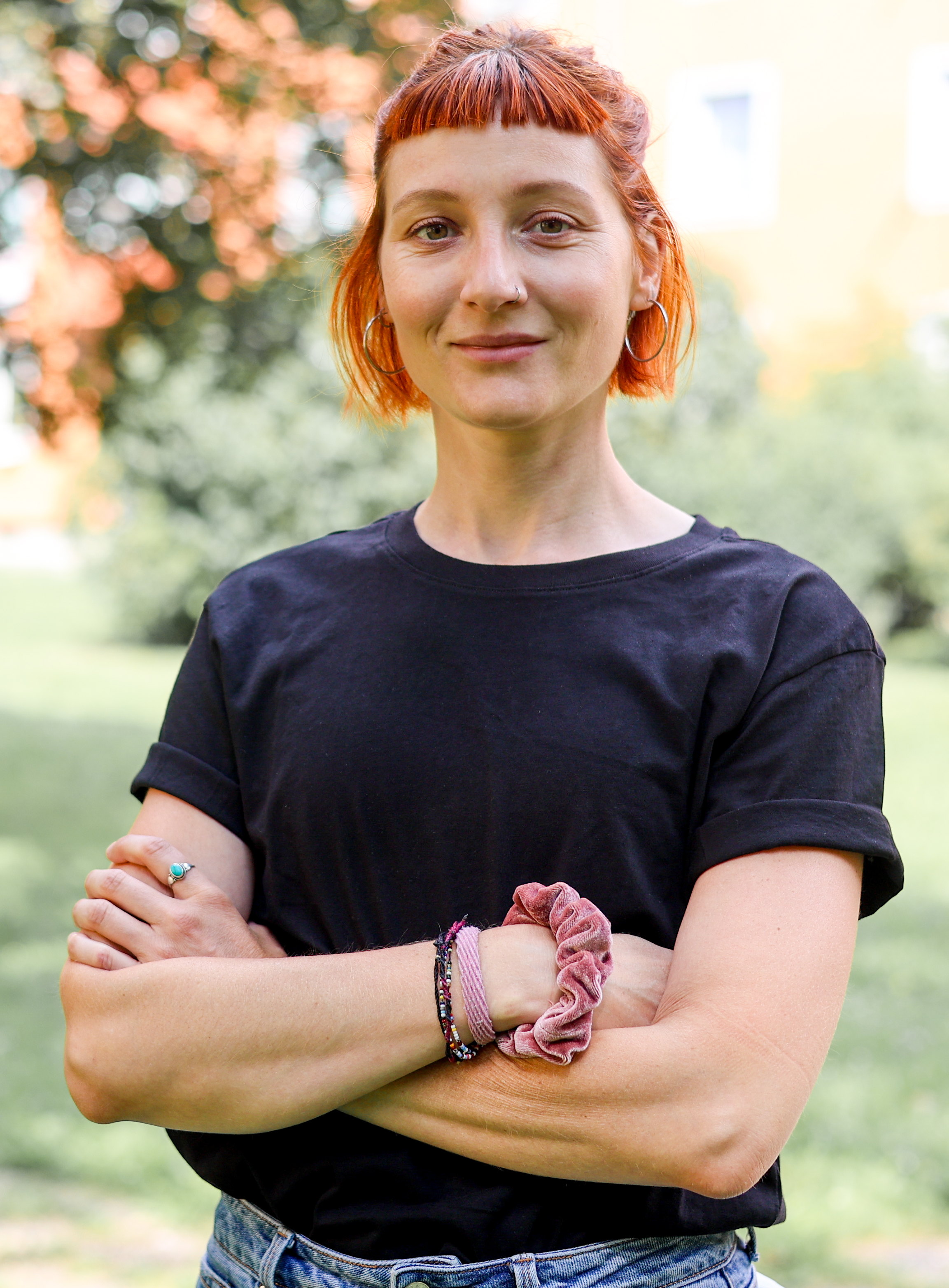
Pia Tomedi (KPÖ)

## Sonntagsfrage
Im Folgenden sind sämtliche bekannte Umfragewerte sowie die zugehörigen Befragungsdaten aufgeführt:
| Veröffentlichung | Institut/Auftraggeber        | Befragte | Zeitraum          | Methodik 1 | ÖVP     | SPÖ     | FPÖ     | GRÜNE  | FRITZ  | NEOS   | MFG   | Sonst.                            |
| --- | ---------------------------- | -------- | ----------------- | ---------- | ------- | ------- | ------- | ------ | ------ | ------ | ----- | --------------------------------- |
| 22.09.2022 | Market-Lazarsfeld/ÖSTERREICH | 573      | September 2022    | O          | 27 %    | 21 %    | 21 %    | 8 %    | 14 %   | 6 %    | 2 %   | 1 %                               |
| 15.09.2022 | Market-Lazarsfeld/ÖSTERREICH | 645      | September 2022    | O          | 26 %    | 20 %    | 19 %    | 8 %    | 15 %   | 6 %    | 2 %   | 4 %                               |
| 12.09.2022 | Market/DieTirolerbasics      | 600      | 28.07–17.08.2022  | T+O        | 26 %    | 21 %    | 18 %    | 9 %    | 14 %   | 7 %    | 3 %   | 2 %                               |
| 06.09.2022 | GMK/Bezirksblätter Tirol     | 600      | 26.–31.08.2022    | T          | 35–39 % | 14–18 % | 15–19 % | 8–12 % | 5–7 %  | 7–9 %  | 3–5 % | —                                 |
| 04.09.2022 | IMAD/Kronen Zeitung          | 600      | 29.08.–01.09.2022 | T+O        | 25,3 %  | 17,8 %  | 16,6 %  | 12,4 % | 11,5 % | 11,7 % | 2,4 % | KPÖ 2,3 %                         |
| 31.08.2022 | Gallup/Tiroler Tageszeitung  | 600      | 08.–20.08.2022    | T+O        | 26 %    | 19 %    | 20 %    | 11 %   | 9 %    | 8 %    | 3 %   | KPÖ 1 %, MACH MIT 1%, Sonstige 2% |
| 26.08.2022 | Market-Lazarsfeld/ÖSTERREICH | 504      | August 2022       | O          | 25 %    | 21 %    | 19 %    | 7 %    | 15 %   | 7 %    | 3 %   | 3 %                               |
| 01.08.2022 | IFDD/FPÖ Tirol               | 800      | 21.–27.07.2022    | O          | 29 %    | 21 %    | 17 %    | 11 %   | 10 %   | 8 %    | 3 %   | 1 %                               |
| 31.07.2022 | IMAD/Kronen Zeitung          | 600      | 22.–25.07.2022    | T+O        | 29,1 %  | 15,3 %  | 15,7 %  | 12,6 % | 10,2 % | 12,3 % | 2,5 % | KPÖ 2,3 %                         |
| 26.06.2022 | IMAD/Kronen Zeitung          | 600      | 20.–23.06.2022    | T+O        | 30,1 %  | 15,2 %  | 16,6 %  | 12,5 % | 9,6 %  | 11,5 % | 2,4 % | KPÖ 2,1 %                         |
| 01.01.2022 | IMAD/Kronen Zeitung          | 500      | 27.–29.12.2021    | T+O        | 34,3 %  | 11,8 %  | 15,5 %  | 12,5 % | 7,7 %  | 9,7 %  | 6,5 % | 2,0 %                             |
| 28.12.2021 | GMK/Bezirksblätter Tirol     | 400      | 09.–15.12.2021    | T          | 39 %    | 9 %     | 18 %    | 12 %   | 6 %    | 8 %    | 6 %   | 2 %                               |
| 27.12.2021 | Gallup/Tiroler Tageszeitung  | 600      | Nov./Dez. 2021    | T+O        | 32 %    | 17 %    | 15 %    | 12 %   | 5 %    | 9 %    | 7 %   | 2 %                               |
| 25.02.2018 | Landtagswahl                 | —        | —                 | —          | 44,3 %  | 17,3 %  | 15,5 %  | 10,7 % | 5,5 %  | 5,2 %  | n.k.  | 1,6 %                             |
| 1 laut den VdMI-Qualitätsrichtlinien sind reine Online-Befragungen für Sonntagsfragen nicht geeignet. T = Telefonisch, O = Online, P = Persönlich |                              |          |                   |            |         |         |         |        |        |        |       |                                   |

| \| Veröffentlichung \| Institut/Auftraggeber \| Befragte \| Zeitraum \| Methodik 1 \| ÖVP \| SPÖ \| FPÖ \| GRÜNE \| FRITZ \| NEOS \| Sonst. \| \| ----------------------------------------------------------------------------------------------------------------------------------------------------- \| --------------------------------------------- \| -------- \| -------------- \| ---------- \| ------ \| ------ \| ------ \| ------ \| ----- \| ----- \| ------ \| \| 15.11.2021 \| Market/Arbeiterkammer Tirol[36][37] \| 1000 \| 04.–22.10.2021 \| n. a. \| 37 % \| 17 % \| 16 % \| 13 % \| 6 % \| 10 % \| 1 % \| \| 29.12.2020 \| Research Affairs/Tiroler Tageszeitung[38][39] \| 600 \| 02.–14.12.2020 \| T+O \| 43 % \| 15 % \| 13 % \| 13 % \| 4 % \| 8 % \| 4 % \| \| 28.12.2020 \| GMK/Bezirksblätter Tirol[40] \| 400 \| 11.–16.12.2020 \| T \| 52 % \| 9 % \| 10 % \| 15 % \| 4 % \| 8 % \| 2 % \| \| 22.12.2020 \| IMAD/Kronen Zeitung[41] \| 500 \| 14.–17.12.2020 \| T+O \| 42,7 % \| 11,2 % \| 14,9 % \| 13,1 % \| 8,3 % \| 9,4 % \| 0,4 % \| \| 03.10.2020 \| IMAD/NEOS Tirol[42] \| 501 \| 14.–27.09.2020 \| T+O \| 43,0 % \| 11,7 % \| 14,3 % \| 13,3 % \| 8,6 % \| 9,1 % \| – \| \| 24.12.2019 \| GMK/Bezirksblätter Tirol[43] \| 400 \| 02.–11.12.2019 \| T \| 47 % \| 10 % \| 11 % \| 19 % \| 4 % \| 7 % \| 2 % \| \| 28.12.2018 \| Research Affairs/Tiroler Tageszeitung[44][45] \| 600 \| 03.–17.12.2018 \| T+O \| 44 % \| 15 % \| 16 % \| 12 % \| 4 % \| 6 % \| 3 % \| \| 26.12.2018 \| GMK/Bezirksblätter Tirol[46] \| n. a. \| Dezember 2018 \| T \| 45 % \| 15 % \| 17 % \| 12 % \| 4 % \| 6 % \| 1 % \| \| 25.02.2018 \| Landtagswahl[3] \| — \| — \| — \| 44,3 % \| 17,3 % \| 15,5 % \| 10,7 % \| 5,5 % \| 5,2 % \| 1,6 % \| \| 1 laut den VdMI-Qualitätsrichtlinien sind reine Online-Befragungen für Sonntagsfragen nicht geeignet.[47] T = Telefonisch, O = Online, P = Persönlich \| \| \| \| \| \| \| \| \| \| \| \| |                                       |          |                |            |        |        |        |        |       |       |        |
| Veröffentlichung | Institut/Auftraggeber                 | Befragte | Zeitraum       | Methodik 1 | ÖVP    | SPÖ    | FPÖ    | GRÜNE  | FRITZ | NEOS  | Sonst. |
| 15.11.2021 | Market/Arbeiterkammer Tirol           | 1000     | 04.–22.10.2021 | n. a.      | 37 %   | 17 %   | 16 %   | 13 %   | 6 %   | 10 %  | 1 %    |
| 29.12.2020 | Research Affairs/Tiroler Tageszeitung | 600      | 02.–14.12.2020 | T+O        | 43 %   | 15 %   | 13 %   | 13 %   | 4 %   | 8 %   | 4 %    |
| 28.12.2020 | GMK/Bezirksblätter Tirol              | 400      | 11.–16.12.2020 | T          | 52 %   | 9 %    | 10 %   | 15 %   | 4 %   | 8 %   | 2 %    |
| 22.12.2020 | IMAD/Kronen Zeitung                   | 500      | 14.–17.12.2020 | T+O        | 42,7 % | 11,2 % | 14,9 % | 13,1 % | 8,3 % | 9,4 % | 0,4 %  |
| 03.10.2020 | IMAD/NEOS Tirol                       | 501      | 14.–27.09.2020 | T+O        | 43,0 % | 11,7 % | 14,3 % | 13,3 % | 8,6 % | 9,1 % | –      |
| 24.12.2019 | GMK/Bezirksblätter Tirol              | 400      | 02.–11.12.2019 | T          | 47 %   | 10 %   | 11 %   | 19 %   | 4 %   | 7 %   | 2 %    |
| 28.12.2018 | Research Affairs/Tiroler Tageszeitung | 600      | 03.–17.12.2018 | T+O        | 44 %   | 15 %   | 16 %   | 12 %   | 4 %   | 6 %   | 3 %    |
| 26.12.2018 | GMK/Bezirksblätter Tirol              | n. a.    | Dezember 2018  | T          | 45 %   | 15 %   | 17 %   | 12 %   | 4 %   | 6 %   | 1 %    |
| 25.02.2018 | Landtagswahl                          | —        | —              | —          | 44,3 % | 17,3 % | 15,5 % | 10,7 % | 5,5 % | 5,2 % | 1,6 %  |
| 1 laut den VdMI-Qualitätsrichtlinien sind reine Online-Befragungen für Sonntagsfragen nicht geeignet. T = Telefonisch, O = Online, P = Persönlich |                                       |          |                |            |        |        |        |        |       |       |        |

## Ergebnis

Stimmenstärkste Partei nach Gemeinden

Stimmenanteil der stimmenstärksten Partei nach Gemeinde

Beide Regierungsparteien verloren Mandate, wobei die ÖVP den Verlust von drei Mandaten und die Grünen den Verlust von einem Mandat verkraften mussten. SPÖ und Liste Fritz gewannen je ein Mandat hinzu, die FPÖ konnte ein Plus von zwei Mandaten verzeichnen. Die bisher regierende Koalition aus ÖVP und Grünen verlor aufgrund dessen ihre Mehrheit.
|          | Ergebnis 2022 | Ergebnis 2022 | Ergebnis 2022 | Ergebnis 2018 | Ergebnis 2018 | Ergebnis 2018 | Differenz | Differenz | Differenz |
| Stimmen  | %             | Mand.         | Stimmen       | %             | Mand.         | Stimmen       | %         | Mand.     |           |
| -------- | ------------- | ------------- | ------------- | ------------- | ------------- | ------------- | --------- | --------- | --------- |
| Gesamt   | 347.917       | 65,02 %       | 36            | 322.379       | 60,00 %       | 36            | +25.538   | +5,02 %   | –         |
| Gültig   | 343.340       | 98,68 %       | –             | 320.134       | 99,30 %       | –             | +23.206   | −0,62 %   | –         |
| Ungültig | 4.577         | 1,32 %        | –             | 2.245         | 0,70 %        | –             | +2.332    | +0,62 %   | –         |
| Partei   |               |               |               |               |               |               |           |           |           |
| VP TIROL | 119.167       | 34,71 %       | 14            | 141.691       | 44,26 %       | 17            | −22.524   | −9,55 %   | −3        |
| FPÖ      | 64.683        | 18,84 %       | 7             | 49.727        | 15,53 %       | 5             | +14.956   | +3,31 %   | +2        |
| SPÖ      | 60.009        | 17,48 %       | 7             | 55.224        | 17,25 %       | 6             | +4.785    | +0,23 %   | +1        |
| FRITZ    | 33.990        | 9,90 %        | 3             | 17.471        | 5,46 %        | 2             | +16.519   | +4,44 %   | +1        |
| GRÜNE    | 31.598        | 9,20 %        | 3             | 34.167        | 10,67 %       | 4             | −2.569    | −1,47 %   | −1        |
| NEOS     | 21.589        | 6,29 %        | 2             | 16.670        | 5,21 %        | 2             | +4.919    | +1,08 %   | ±0        |
| MFG      | 9.539         | 2,78 %        | 0             | n.k.          | n.k.          | n.k.          | +9.539    | +2,78 %   | ±0        |
| MACH MIT | 453           | 0,13 %        | 0             | n.k.          | n.k.          | n.k.          | +453      | +0,13 %   | ±0        |
| KPÖ      | 2.312         | 0,67 %        | 0             | n.k.          | n.k.          | n.k.          | +2.312    | +0,67 %   | ±0        |

## Regierungsbildung
Am 25. Oktober 2022 erfolgte die konstituierende Sitzung der Landesregierung Mattle aus ÖVP und SPÖ.

## Abgeordnetenliste und Landesregierung
- Liste der Abgeordneten zum Tiroler Landtag (XVIII. Gesetzgebungsperiode)
- Landesregierung Mattle